# Camboya en los Juegos Olímpicos de Atenas 2004
Camboya estuvo representada en los Juegos Olímpicos de Atenas 2004 por cuatro deportistas, dos hombres y dos mujeres, que compitieron en dos deportes.
El portador de la bandera en la ceremonia de apertura fue el nadador Hem Kiry. El equipo olímpico camboyano no obtuvo ninguna medalla en estos Juegos.